# رطوبة هيكلية

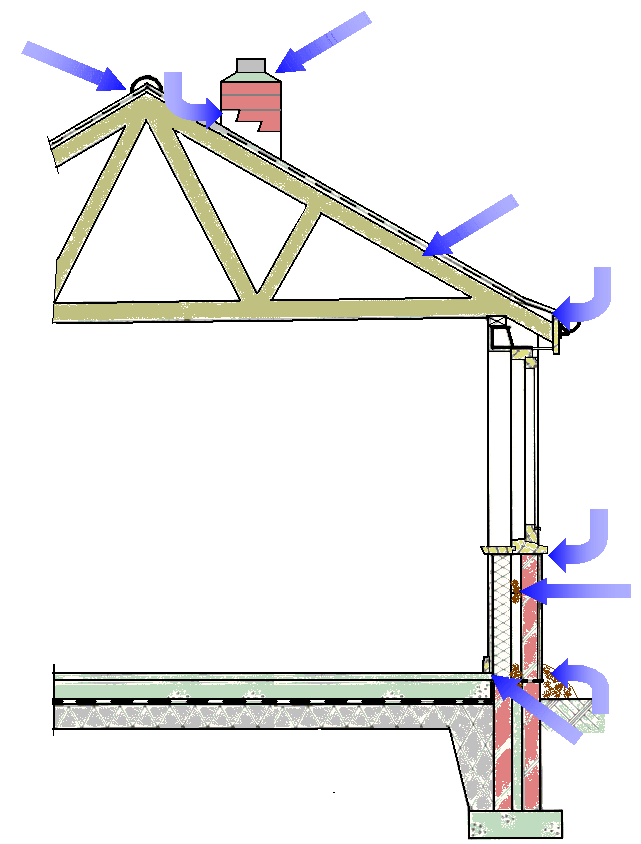
مخطط يظهر بعض أسباب الرطوبة الهيكلية

الرطوبة الهيكلية (بالإنجليزية: Structural Dampness)‏ هي وجود رطوبة غير مرغوب فيها في هيكل المبنى، نتيجة تسرب المياه من الخارج أو حصول تكاثف من داخل الهيكل. معظم الرطوبة في المباني تحدث نتيجة عوامل الوسط الخارجي مثل التكاثف وتغلغل مياه الأمطار. يُعرف التغلغل الشعري للسائل من التربة إلى الخرسانة أو الحجر باسم الصعود الشعري ويتعلق بشكل ومسامية مواد البناء. تتفاقم مشكلة الرطوبة الهيكلية، بغض النظر عن آليات حدوثها، بسبب ارتفاع نسبة الرطوبة.

## أعراض الرطوبة الهيكلية
تسبب الرطوبة أضراراً ثانوية للمبنى، إذ تتيح نمو مختلف الفطريات في الخشب، مما يسبب العفن أو مشاكل صحية ناتجة عن العفن قد تؤدي في النهاية إلى متلازمة المباني المغلقة. تتضرر المواد الجصية في البناء والطلاء ويفقد ورق الحائط لزوجته. وتتشكل بقع وأملاح من العفن على الأسطح. تظهر أعلى نسبة من العفن الهوائي في المباني التي تحدث فيها عفونة كبيرة، وعادة يكون ذلك نتيجة التغلغل الشديد للمياه أو أضرار ما بعد الفيضان. يمكن أن ينمو العفن على أي سطح تقريبًا نتيجة الرطوبة العالية. يسبب استنشاق العفن الهوائي مشاكل صحية.
من الخارج، يمكن أن تنهار المونة الإسمنتية وقد تظهر بقع ملحية على الجدران. يتشكل الصدأ في العناصر الحديدية والفولاذية. قد تقل أيضًا من جودة الهواء الداخلي وتسبب أمراض في الجهاز التنفسي لدى القاطنين. في الحالات الشديدة، يمكن أن تسقط المونة الإسمنتية أو الجص عن الجدار المتأثر.

## الأثار الصحية الناتجة عن الرطوبة الهيكلية
تشمل المواضيع الصحية المتعلقة بالعفن: الإنتانات، وأمراض الحساسية أو المناعة، والأمراض غير المتعلقة بالحساسية. ويحدث الربو أيضًا نتيجة التحسس من عث الغبار في المناطق الرطبة من الهيكل. ومن الآثار الصحية الأخرى المرتبطة بالرطوبة الهيكلية نمو البكتيريا في بيئة داخلية. تحتاج البكتيريا إلى المياه لتنمو وتتكاثر ويمكن أن تتسبب بعض الأنواع بأمراض بشرية، وبالتالي فإن دخول الماء إلى بيئة داخلية يمكن أن يعرض صحة قاطنيها لخطر الإصابة بالعدوى البكتيرية. يمكن أن يؤدي نزع الماء وتجفيف مواد البناء الرطبة خلال يومين إلى منع نمو العفن والبكتيريا، وبالتالي تقليل تعرض القاطنين للأمراض.

يمكن الاستدلال بالنظر إلى حدوث الرطوبة والعفن والتلوث الداخلي. من خلال الأمور التالية:
تؤدي الرطوبة الزائدة - في جميع المواد الداخلية تقريبًا - إلى نمو الميكروبات مثل العفن والفطريات والبكتيريا، والتي تنبعث منها الأبواغ والخلايا والتفسخات والمركبات العضوية المتطايرة إلى الهواء الداخلي. بالإضافة إلى أن الرطوبة تسبب التحلل الكيميائي والبيولوجي للمواد، والتي تسبب أيضًا تلوث الهواء الداخلي. سريريًا، ترتبط أعراض الجهاز التنفسي والحساسية والربو والتفاعلات المناعية بالتعرض للملوثات الميكروبية. لذا تكون الرطوبة مؤشرًا قويًا وثابتًا لخطر الإصابة بالربو وأعراض الجهاز التنفسي مثل السعال وأزيز التنفس.

## المتطلبات القانونية لمنع الرطوبة الهيكلية (في المملكة المتحدة)
القواعد التنظيمية للبناء
تنص الفقرة 5.2 من الوثيقة C للقواعد التنظيمية للبناء لعام 2010، «تجهيز الموقع ومقاومة الملوثات والرطوبة» أن يتم إنشاء المباني بطريقة تمنع فيها الصعود الشعري، والتغلغل، والتكاثف.
يجب على الجدران أن:
- أ‌-         تمنع تسرب الرطوبة من التربة إلى داخل المبنى.
- ب‌-        لا تتأثر برطوبة التربة ولا تنقلها إلى أي عنصر يمكن أن يتأثر بالرطوبة، وإذا كان الجدار خارجي يجب أن يحقق ما يلي:
- ت‌-       ممانعة تغلغل المياه إلى عناصر المبنى التي تتأثر بالرطوبة.
- ث‌-       تصمم وتشيد بطريقة لا يتأثر أداؤها الإنشائي والحراري عكسيًا بالتكاثف الخلوي.
- ج‌-       لا تحفز التكاثف السطحي أو نمو العفن، في ظل ظروف الإسكان المقبولة.

توجد متطلبات مماثلة من أجل الأرضيات في الفقرة 4 من الوثيقة.

### قانون المنازل (أن تكون مناسبة للسكن)
ينص قانون المنازل لعام 2018 أن ضمان أصحاب العقارات الخاصة في إنجلترا وويلز أن تكون المنازل التي يستأجرونها «خالية من الرطوبة».

## كشف الرطوبة
يمكن استخدام مجموعة واسعة من الأدوات والتقنيات للتحري عن وجود الرطوبة في مواد البناء. عند استخدامها بشكل صحيح، يمكن أن تقدم مساعدة قيمة للتحري. غالبًا تكون كفاءة وخبرة الشخص الذي يقوم بالتحقيقات الرطبة ذات أهمية أكبر من الأجهزة نفسها. الخبرة والمساحين المؤهلين هما الفاصل بين التشخيص الصحيح وغير الصحيح للرطوبة. على سبيل المثال، أحيانًا يؤدي تشخيص التكاثف بشكل خاطئ على أنه شكل آخر من أشكال الرطوبة إلى تحديد خاطئ لطريقة المعالجة. عادةً يكون المساح المعتمد خبير في تحديد مشكلات الرطوبة، ومع ذلك، تشير تقاريرهم غالبًا إلى أن مشاكل الرطوبة يجب أن التحري عنها من قبل مساح رطوبة وأخشاب مؤهل CSRT.
تم تحديد عمليات تشخيص ارتفاع نسبة الرطوبة في المباني في المرجع BRE Digest 245.

## منع الرطوبة ومعالجتها
يمكن منع معظم أشكال الرطوبة من خلال التصميم المدروس لمبنى وتنفيذه بدقة. في المملكة المتحدة، تحوي المنازل الحديثة المنفذة جيدًا على نظام عزل رطوبة على شكل مسارات اصطناعية واقية (DPC)، منفذة على ارتفاع 15 سم فوق منسوب سطح الأرض، إذ تعمل كحاجز يمنع مرور المياه. تستخدم غالبًا الألواح الخشبية أو «الطوب الهندسي» ذو المسامية المنخفضة في بناء المسارات الأولى فوق منسوب سطح الأرض، ويمكن أن تساعد في تقليل المشكلة.
هناك العديد من الطرق لعلاج الرطوبة في المباني الحالية. العامل الأهم لاختيار المعالجة المناسبة هو التشخيص الصحيح لأنواع الرطوبة التي تؤثر على المبنى. تتناول الفقرات أدناه تفاصيل المعالجات الممكنة لأنواع معينة من الرطوبة.
يجب أولاً التخلص من سبب الرطوبة، من خلال توفير أنابيب صرف أفضل أو تثبيت أنابيب مانعة للتسرب. يصف المرجع BRE Digest 245 عدة طرق لعلاج ارتفاع نسبة الرطوبة، تتضمن استخدام مصارف أرضية وإدخال مسارات اصطناعية واقية ميكانيكيًا وكيميائيًا. بعد ذلك، يجب إزالة الجص أو المونة الفاسدة، ومعالجة الجدار، قبل تجديد الجص وإعادة الطلاء.

## الرطوبة الجوية
تحدث الرطوبة في البيئات الداخلية لأسباب متعلقة بالبناء. الجدران المسامية والرطوبة المرتفعة والتسريب في المبنى هي عوامل تحدد الرطوبة الهيكلية الناتجة عن ارتفاع نسبة الرطوبة الجوية. يمكن أن يؤدي تنفيذ المبنى أيضًا إلى رطوبة جوية ورطوبة غير مرغوب فيها في البيئة الداخلية. يمكن أن تؤدي المواد الرطبة، مثل الأخشاب المخزّنة المكشوفة للهواء قبل تنفيذ البناء، إلى زيادة الرطوبة الداخلية لمدة تصل إلى سنتين من بدء السكن في المبنى. الرطوبة الأكثر شيوعًا في المساكن، ناتجة عن شبكات الصرف السيئة. وهذا يؤدي إلى رطوبة في البنية التحتية مثل الأسقف المستعارة والأقبية. تنتج الرطوبة تبخر إذ ينتقل بخار الماء إلى داخل المبنى. قد يدخل بخار الماء إلى المبنى من خلال قنوات التهوية في بلاطات البناء وينتشر عن طريق الهواء القسري الدافئ. يمكن أن يدخل بخار الماء أيضًا إلى المبنى عبر قنوات التهوية العكسية المتسربة في المنازل التي فيها أسقف مستعارة.
تنطلق أيضًأ كمية كبيرة من الرطوبة من السكان القاطنين إلى البيئة الداخلية. النشاط الشخصي الأساسي مثل التنفس والعرق يضيف رطوبة إلى مساحة داخلية. يزيد الطبخ والاستحمام نسبة الرطوبة في البيئة الداخلية، مما يؤثر بشكل مباشر على الرطوبة الهيكلية للمنزل. يمكن أن تؤثر زوايا المنزل أيضًا على الرطوبة الهيكلية. والعناصر الأخرى مثل أحواض السمك وحمامات السباحة الداخلية وأحواض الاستحمام الساخنة وحتى النباتات الداخلية تزيد من الرطوبة الداخلية. كل هذه المؤثرات يمكن أن تزيد من رطوبة المنزل إلى نسبة تتجاوز الثلاثين إلى خمسين في المئة من النسبة الموصى بها.